# サン・セヴェリーノ・ルカーノ
サン・セヴェリーノ・ルカーノ（イタリア語: San Severino Lucano）は、イタリア共和国バジリカータ州ポテンツァ県にある、人口約1,500人の基礎自治体（コムーネ）。

## 地理

### 位置・広がり

#### 隣接コムーネ
隣接するコムーネは以下の通り。
- キアロモンテ
- エピスコピーア
- ファルデッラ
- フランカヴィッラ・イン・シンニ
- テッラノーヴァ・ディ・ポッリーノ
- ヴィッジャネッロ

## 行政

### 分離集落
サン・セヴェリーノ・ルカーノには、以下の分離集落（フラツィオーネ）がある。
- Mezzana, Cropani, Mancini, Villaneto